# Hari Varešanović
Hari Varešanović, all'anagrafe Hajrudin Varešanović (Sarajevo, 16 gennaio 1961), è un cantante bosniaco.

## Biografia
Varešanović è voce solista, compositore, e leader del gruppo musicale Hari Mata Hari.
Nel 2006 ha festeggiato i 20 anni di carriera in cui ha fatto più di 1000 concerti.
Nel 1999, Varešanović ha presentato la sua canzone "Starac i More" con l'intenzione di rappresentare la sua nazione all'Eurovision Song Contest 1999. La canzone fu però squalificata perché risultava essere già stata pubblicata.
Nel febbraio del 2006, la televisione di stato bosniaca lo ha scelto come rappresentante con la canzone "Lejla" all'Eurovision Song Contest 2006. Essa è una struggente canzone in stile etnico musicata dal cantante e musicista serbo Željko Joksimović su testo scritto dai bosniaci Fahrudin Pecikoza e Dejan Ivanović. Egli ha cantato tale canzone con la sua band Hari Mata Hari, e dopo aver superato la semifinale al terzo posto, si sono classificati sempre al terzo posto, miglior risultato in assoluto per la Bosnia-Erzegovina.
Varešanović ha scritto per la slovena Eva Boto, rappresentante del suo paese all'ESC 2012, la canzone "Verjamem", che si è fermata in semifinale.

## Discografia degli Hari Mata Hari
- 1985 - U tvojoj kosi
- 1986 - Ne bi te odbranila ni cijela Jugoslavija
- 1988 - Ja te volim najviše na svijetu
- 1989 - Volio bi' da te ne volim
- 1990 - Strah me da te volim
- 1992 - Rođena si samo za mene
- 1994 - Ostaj mi zbogom ljubavi
- 1998 - Ja nemam snage da te ne volim
- 2001 - Sve najljepše od Hari Mata Hari
- 2001 - Baš ti lijepo stoje suze
- 2002 - Ružmarin i najljepše neobjavljene pjesme
- 2002 - Live
- 2004 - Zakon jačega